# Großheirath

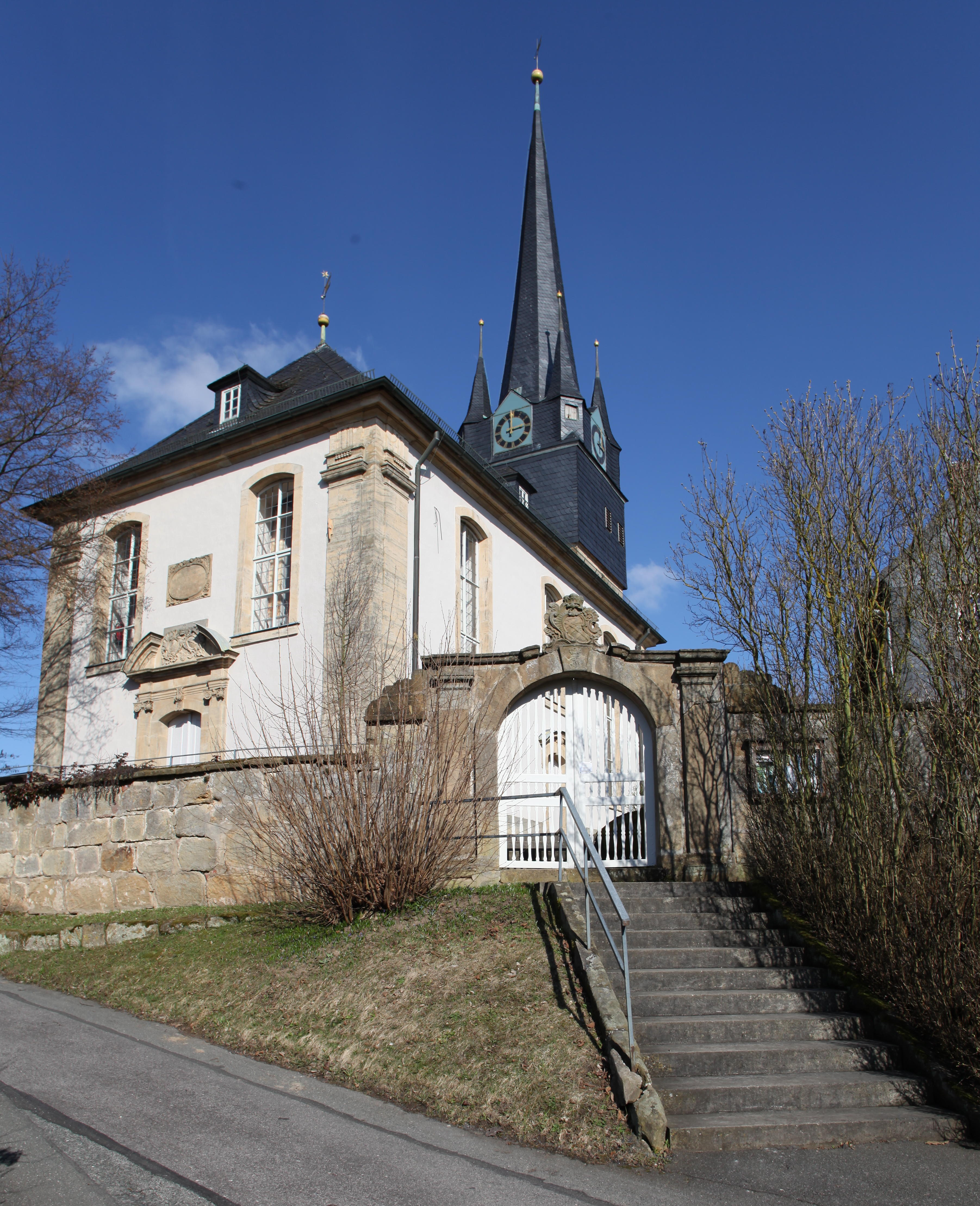
Evangelische kerk in Rossach

Großheirath is een gemeente in de Duitse deelstaat Beieren, en maakt deel uit van het Landkreis Coburg.
Großheirath telt 2.647 inwoners.
De gemeente omvat de volgende kernen:
- Buchenrod
- Gossenberg
- Großheirath
- Neuses an den Eichen
- Rossach
- Watzendorf

Bundesstraße 4 loopt door Großheirath.
Ahorn ·
Bad Rodach ·
Dörfles-Esbach ·
Ebersdorf bei Coburg ·
Großheirath ·
Grub am Forst ·
Itzgrund ·
Lautertal ·
Meeder ·
Neustadt bei Coburg ·
Niederfüllbach ·
Rödental ·
Seßlach ·
Sonnefeld ·
Untersiemau ·
Weidhausen bei Coburg ·
Weitramsdorf